# 유카기르인

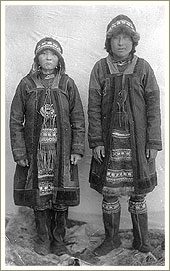
유카기르인

유카기르인(러시아어: Юкагиры, 유카기르어: одул, деткиль)은 동시베리아에 거주하는 민족으로, 콜리마강에 거주하고 있다. 2002년의 조사에서는 1,509명이 거주하고 있다.
툰드라 유카기르인과 타이가 유카기르인(또는 콜리마 유카기르인)으로 나뉜다. 툰드라 유가기르인들은 사하 공화국의 콜리마강에 거주하고, 타이가 유카기르인들은 콜리마 강변의 상류와 사하 공화국, 마가단주 스레드네칸스키군에 거주한다. 유카기르어를 사용하며 툰드라 유카기르인의 언어는 북부 유카기르어, 콜리마 유카기르인의 언어는 남부 유카기르어로 불린다.

## 문학
- Гурвич И. С. 북동시베리아민족들의 역사(Этническая история северо-востока Сибири). М., 1966년.

## 같이 보기
- 고시베리아 제어
- 추반인